# Богучарская гимназия
Богучарская гимназия — бывшая восьмиклассная мужская гимназия. В настоящее время в здании функционирует школа-интернат для детей-сирот. Полное наименование: казённое образовательное учреждение Воронежской области «Богучарская школа-интернат для детей-сирот и детей, оставшихся без попечения родителей, имени М. А. Шолохова».

## История
Здание Богучарской гимназии находится в центральной части города Богучар Воронежской области по улице Шолохова 4. Была основана в 1909 году. Здание гимназии трёхэтажное, кирпичное, было паровое отопление. В мужской гимназии было 52 комнаты и два зала — актовый и гимнастический. Директор гимназии, инспектор и надзиратель жили на первом этаже, там же располагались канцелярия и кабинет директора. На втором этаже — классы, библиотека и кабинет врача, на третьем этаже находились классы, музыкальная комната и физический кабинет, на чердаке — небольшое помещение с телескопом.
Одежда гимназистов — шинель с голубыми петлицами и блестящими пуговицами, на бляхах поясов и на кокардах фуражек были три буквы — «БМГ».
Богучарская мужская гимназия была классической, в ней преподавали: русский язык и литературу, языки — немецкий, французский и греческий, природоведение, математику, физику, географию, рисование, лепку, пение, гимнастику, Закон Божий. Каникулы у воспитанников — по две недели на рождественские и пасхальные, летние — конец мая и до начала учебного года.
В Богучарской гимназии были строгие порядки: не разрешалось гимназистам заходить в здание с парадного входа, им пользовались только директор, преподаватели, попечитель и инспектор; занятия начинались в девять часов утра. До начало занятий (за 15 минут) собирались в актовом зале воспитанники и преподаватели на обязательную молитву. Директор гимназии, инспектор и многие преподаватели имели гражданские чины — начиная от губернского секретаря до действительного статского советника.
С 1915 года по 1918 год в Богучарской мужской гимназии учился будущий известный донской писатель Михаил Александрович Шолохов. Первый раз переступил порог гимназии Михаил Шолохов в августе 1915 года. В это время обучалось 242 гимназиста, 12 учителей и было 35 человек в классе, где учился Михаил Шолохов. В своих воспоминаниях писал одноклассник Ш. Г. Подтыкайло о М. А. Шолохове:

Мише Шолохову в это время было десять лет. Невысокий ростом, он был коренастым, ловким крепышом. Участвовал во всех ребячьих потасовках и спуску никому не давал тем, кто обижал слабых. Любили его за смелость, правдивость, остроумие. Он был хорошим и верным товарищем, на которого можно положиться. Отличался Миша своими способностями в учёбе. Из всех предметов он больше любил русский язык и литературу... Он мог выразительно декламировать стихи и рассказывать отрывки из прочитанных книг, народные сказки. 
Во время учёбы в гимназии Михаил Шолохов жил в семье священника и преподавателя Д. И. Тишанского, который преподавал Закон Божий в Богучарской гимназии. Гимназист Шолохов любил читать книги. В доме у священника была библиотека и Михаил Шолохов читал книги с упоением. А. Д. Воскресенская, дочь Д. И. Тишанского вспоминала:

Шолохов много читал. Вечером, когда нужно было ложиться спать и ему напоминали об этом, он, не отрываясь от книги, отвечал: „Сейчас, сейчас, вот ещё немножечко, и я уже сплю...“
О любви Михаила Шолохова к чтению вспоминает его учитель в гимназии Ольга Павловна Страхова:

Я часто видела его в доме вблизи гимназии, погружённого в творении Пушкина, Гоголя, Некрасова, Чехова, Льва Толстого. Кто мог знать тогда, что русских классиков с таким упоением читает будущий автор «Тихого Дона».
Весной 1918 года Богучарская мужская гимназия была закрыта, кайзеровские войска подступили к городу Богучар и М. А. Шолохов уезжает домой. Об этом он писал в своей автобиографии:

...В 1918 году, когда оккупационные немецкие войска подходили к этому городу, я прервал занятия и уехал домой.
С 1942 года в здании Богучарской мужской гимназии находилось педагогическое училище. Во время Великой Отечественной войны, в 1942 году здание гимназии было частично разрушено, попал артиллерийский снаряд. Восстановлено здание гимназии в 1963 году, где была открыта школа-интернат для детей-сирот и детей, оставшихся без попечения родителей. С 31 августа 2005 года школа-интернат носит имя М. А. Шолохова. Во дворе школы-интернат был установлен памятный символический знак, в виде барельефа, с мемориальной надписью «Шолохову Михаилу Александровичу от воспитанников БСШИ». Установлены мемориальные доски — на здании школы и дома, в котором жил Михаил Шолохов. К юбилею, 100-летию со дня рождения М. А. Шолохова в городском парке культуры и отдыха был открыт при содействии педагогического и ученического коллективов школы-интернат памятник донскому писателю Михаилу Шолохову в виде бюста. В 1979 году Михаилу Александровичу Шолохову было присвоено звание «Почётный гражданин города Богучар».